# بورس نامیبیا
بورس نامیبیا (آفریکانس: Namibiese Effektebeurs) بازار بورس اوراق بهادار نامیبیا است، که در سال ۱۹۰۴ تأسیس شد.